# Воронинский заповедник
Воро́нинский запове́дник — государственный природный заповедник, расположенный в долине реки Вороны (правый приток реки Хопёр), в лесостепной зоне, на территории Кирсановского и Инжавинского районов Тамбовской области на юго-востоке Окско-Донской равнины.
Учреждён постановлением Правительства РФ от 12 августа 1994 года № 931 и приказом Министерства экологии РФ от 22 сентября 1994 года № 274 для охраны сохранившихся лесостепных экосистем Центральной России. Вокруг заповедника установлена охранная зона площадью 11260 гектаров. Заповедник занимает значительный отрезок (40 км) одной из трёх больших речных долин Тамбовской области, что составляет около 8 % всех долинных типов местности области.
Площадь заповедника составляет 10320 га. Он состоит из 2 больших и 10 малых кластеров:
| №    | Название                   | Площадь, га |
| ---- | -------------------------- | ----------- |
| 1    | Инжавинский лесной массив  | 3422,0      |
| 2    | Кирсановский лесной массив | 5329,8      |
| 3    | урочище «Бибка»            | 23          |
| 4    | урочище «Варваринская»     | 55          |
| 5    | урочище «Земляное»         | 209         |
| 6    | урочище «Субчая»           | 171         |
| 7    | урочище «Ольховка»         | 182         |
| 8    | урочище «Ольховый куст»    | 137         |
| 9-10 | урочище «Берёзовый куст»   | 108         |
| 11   | урочище «Боброво»          | 656         |
| 12   | урочище «Кипец»            | 27,2        |

## История
История создания заповедника тесно связана с именем выдающегося русского географа В. П. Семёнова-Тян-Шанского, предлагавшего ещё в начале XX в. создать здесь «уремный парк». «Урёма» — это особый, труднопроходимый пойменный лес. Его восстановление и изучение является главной задачей заповедника. В 1902 году в книге «Россия. Полное географическое описание нашего отечества. Настольная и дорожная книга для русских людей. Том 2» П. П. Семенов-Тян-Шанский писал:
Очень хорошо сохранились лиственные леса по реке Ворона, состоящие преимущественно из дуба, осины, ивы, березы, клена, чернокленника, ясеня. Вся эта урема сохранила в лучших своих местах и доныне свою первобытную, почти девственную красоту, несмотря на то, что вдоль реки по её притокам расположены очень людные селения.
В 1916 году сын Петра Петровича — В. П. Семёнов-Тян-Шанский подготовил проект организации заповедника «Уремный» по берегам реки Ворона с целью сохранения уникальных нагорных и байрачных лесов. Эти леса, располагаясь на границе двух зон — лесостепной и степной, — оказались особенно ценными тем, что преграждали путь сухим ветрам со степи и сохраняли одну из красивейших и чистых рек в регионе. «Уремный» вошёл в самый первый отечественный проект географической сети заповедников, составленный по поручению природоохранной комиссии Русского географического общества. 19 октября (1 ноября) 1917 в Природоохранительной комиссии Русского географического общества состоялось обсуждение докладной записки В. П. Семёнова-Тян-Шанского под названием «О типах местностей, в которых необходимо учредить заповедники типа американских национальных парков». К записке прилагалась картосхема, с нанесёнными точками на месте предлагаемых парков и дано небольшое пояснение. Предложения о сети заповедников были даны по отдельным природным регионам и различным «естественноисторическим предметам». В разделе «Уремные парки» предлагалось создать таковые по реке Вороне в Тамбовской губернии и на казачьих землях Уральской области по Уралу.
В декабре 1989 года, подготавливая создание современного заповедника, специалисты Тамбовского педагогического института, областного краеведческого музея, областного комитета по охране природы писали: «…разнообразен животный и растительный мир долины реки Ворона…». Инициативная группа определила место расположения и границы заповедника.
В 1990 году областной Программой развития особо охраняемых природных территорий Тамбовской области до 2005 года было запланировано создание заповедника, а четыре года спустя Государственный природный заповедник Воронинский был учреждён постановлением Правительства РФ от 12 августа 1994 г. № 931 и приказом Министерства экологии РФ от 22 сентября 1994 г. № 274.
В 2002 году был открыт визит-центр для посетителей заповедника, а в 2007 году появились первые экскурсионно-туристические маршруты в охранной зоне.

## Физико-географические характеристики
Воронинский заповедник расположен на юго-востоке Тамбовской области, в месте сочленения Тамбовской равнины и отрогов Приволжской возвышенности, занимая долину реки Ворона.
Большую часть территории (около 77 %) занимают леса, остальную часть территории занимают практически в равной доле луга и водоемы.
Территория заповедника характеризуется высокой степенью расчленённости речной долиной Вороны и развитой овражно-балочной сетью, наиболее выраженной на правобережье. Рельеф сформирован положением вдоль асимметричной долины реки Ворона. Современные формы рельефа образованы преимущественно эрозионной деятельностью поверхностных вод (талых и дождевых). Абсолютные высоты варьируют от 115 м (урез воды реки Ворона на южной границе заповедника) до 180 м (район сёл Никитино и Иноковка).

## Климат
Территория Воронинского заповедника находится под влиянием умеренного континентального воздуха, который и определяет тип климата в данном районе. Климат заповедника умеренно континентальный.
- Самый теплый месяц года — июль (средняя температура воздуха +19,7), самый холодный — январь (-11). Абсолютный минимум −33, максимум +40. Среднегодовая температура +4,5. Переход температуры через 00 происходит в начале ноября. Средняя дата первого заморозка 2 октября, последнего — 2 мая. Устойчивые морозы наступают в среднем 23 ноября, прекращаются 15 марта.
- Наибольшее количество осадков выпадает с мая по сентябрь. Число влажных дней (с относительной влажностью днём 80 % и выше) достигает 114—115. Количество дней с осадками (твердыми, жидкими, смешанными) — 153. Наибольшее число дней с осадками (16-17) — в декабре-январе, минимальное — в сентябре (10-12) и в апреле-мае (11-12). Осадки более 5 мм наиболее часто выпадают в июле (5-7 дней), реже всего — в январе (1-2 дня). Среднегодовое количество осадков колеблется от 450 до 570 мм в год.
- Среднегодовая скорость ветра 4,3 м/сек.

## Водоёмы
Главной водной артерией заповедника является река Ворона — приток Хопра
(бассейн реки Дон). Протекает на протяжении 58 километров на территории заповедника. В границах заповедника в Ворону впадают: справа — реки Иноковка, Паревка, Ржавка, слева — Вяжля, Карай, Балыклей. В заповеднике в долине реки Ворона располагаются сравнительно крупные пойменные озера Рамза, Кипец, Симерка и свыше 150 более мелких. Озеро Рамза — самое крупное в Тамбовской области, площадью 1,68 км2. Основная территория заповедника расположена в долинах рек бассейна Вороны.

## Растения
Флора заповедника в настоящий момент изучена ещё недостаточно. Во флоре заповедника много эндемичных и редких видов растений, в том числе орхидных, внесённых в Красную книгу РФ — касатик карликовый, рябчик русский, ятрышник обожжённый и др. При геоботанических исследованиях выявлено произрастание около 600 видов сосудистых растений, что по предварительным оценкам составляет не менее 2/3 имеющейся флоры сосудистых растений. В целом, выявленная флора заповедника составляет 60 % от потенциальной флоры. Кроме того, в настоящий момент установлено произрастание на территории заповедника 43 редких видов растений, занесённых в Красную книгу Тамбовской области. Среди них несколько видов ковылей, рябчик шахматовидный, шпажник тонкий, адонис весенний, ветреница лесная, купальница европейская, прострел раскрытый, бубенчик лилиелистный и другие.

## Животные
В заповеднике представлена типичная фауна южной лесостепи. Различные группы животных изучены в разной степени. Инвентаризация членистоногих находится на начальном этапе. Всего для заповедника отмечено 20 видов разнокрылых стрекоз, 85 видов клопов, около 140 видов жуков, 50 видов дневных бабочек, 4 вида сетчатокрылых.
На территории заповедника установлено обитание целого ряда редких видов, таких как паук аргиопа, стрекоза дозорщик-император, богомол обыкновенный, махаон, поликсена, пчела-плотник, изменчивый шмель и другие, в том числе и занесенный в Красную книгу редкий вид пчелы — парнопес крупный.
Фауна позвоночных изучена гораздо полнее. В настоящий момент отмечено обитание 29 видов рыб, 7 видов амфибий, 6 видов рептилий, 126 видов птиц, 26 видов млекопитающих, среди них ряд редких видов — минога украинская, подуст волжский, рыбец, гадюка Никольского, орлан-белохвост, выхухоль, лось, кабан, косуля, волк. На реке Вороне обитают бобр и русская выхухоль, занесенная в Красную книгу; на крупнейшем в Тамбовской области озере Рамза гнездятся и отдыхают на пролёте многочисленные водоплавающие и околоводные птицы. 22 вида обитающих в заповеднике птиц — краснокнижные.
В 2023 году в Воронинском заповеднике был запущен первый в России проект по полувольному содержанию краснокнижных крапчатых сусликов для сохранить генофонда и восстановления численности.

## Достопримечательности
Лысая гора
Одной из примечательных особенностей посёлка Инжавино является «гора». Это южный отрог значительного элемента ландшафта — Приволжской возвышенности. Как следует из названия, основная её часть расположена в Поволжье. Такая географическая неоднородность территории определяет своеобразие и уникальность растительного мира нашей местности. Таким образом, на относительно небольшой территории заповедника представлены, охраняются и изучаются современные и реликтовые типы растительности нашего региона. Гора возвышается над посёлком на 52 метра и имеет абсолютную высоту над уровнем моря 170 метров. Лысой она называется потому, что раньше она не была покрыта лесом, и лишь в 40-50 годы были созданы лесные насаждения.
Гора с тремя дубами внизу — символ Инжавино.
Озеро Симерка,  Кипец,  Рамза
Уникальная ивовая роща у села Семёновка
Этой роще более 150 лет. Уникальность рощи в том, что она известна в европейских странах. Этому способствовала одна из работ Мстислава Добужинского, который во время одного из своих приездов в Семёновку отобразил рощу на холсте. Сейчас этот шедевр находится в одном из музеев Лондона. В данный момент от рощи остался небольшой участок. Причиной этому является война, так как вырубались деревья для фронта, а также сказалось варварское отношение человека к природе в 90-е годы 20 века.
Святой родник Серафима Саровского
Одной из достопримечательностей села Паревки является большое количество родников, бьющих из обрывистых склонов возвышенности левого берега реки Парница, эта улица села так и называется Ключёвка. И вся гора, также называлась Горой Ключевкой. В 2010 году один из самых крупных родников был освящён и получил имя Серафима Саровского, была построена купель и место отдыха для паломников.
Посёлок Михинский
Добужинский Мстислав Валерианович
Жизнь великого художника первой половины XX века тесно связана с Тамбовщиной, и прежде всего с селом Семёновка, где в юношеские годы Мстислав навещал свою мать. В 2005 году в Инжавино было отмечено 130 лет со дня рождения Добужинского. В Тамбовской картинной галерее хранится подлинник картины Добужинского «Львов 1915 года». В настоящее время с копиями этюдов Добужинского можно познакомиться в Инжавинском краеведческом музее. Та часть Семёновки, в которой проживала его мать с отчимом, называется посёлком Михинским. Отчим Добужинского — Михин — владел более чем 60 десятинами земли. При въезде в домовладения стояли два дерева-тополя, которым насчитывается более 100 лет. Справа, прямо под Лысой горой проходил тракт Кирсанов — Борисоглебск.
Барская гора
Самое высокое (192 метра над уровнем моря) место между селами Паревка и Боброво — Барская гора. Названа так потому, что здесь располагалась когда — то усадьба помещицы Виноградовой. Сама Барская гора не входит в состав территории заповедника, а вид, который открывается с неё — это уникальная возможность увидеть почти весь заповедник с высоты птичьего полёта. Этот вид с горы является визитной карточкой заповедника.

## Туристические маршруты
Экологическая тропа «Заповедные тропинки»

Создана в 1997 году. Это демонстрационный маршрут, который проходит через различные природные объекты заповедника и используется для экологического образования.
Протяжённость 5 км. Время прохождения маршрута 3 часа. Использование маршрута происходит с апреля по октябрь. Предельно допустимое количество составляет 6 групп в месяц, по 15-20 человек.
Маршрут «Инжавино-Барская гора»
Маршрут проходит по следующим историческим и природным объектам: п. Инжавино; с. Семёновка; Ивовая роща; п. Михинский; с. Якутино; с. Паревка; Барская гора; Святые родники. Основная достопримечательность маршрута Барская гора. Здесь можно увидеть практически всю территорию заповедника.
Протяжённость 20 км. Время экскурсии составляет 4 часа. Передвижение осуществляется на автобусе заказчика. Маршрут используется сезонно с мая по октябрь.
Маршрут «Заповедные озёра»
Выездной экскурсионный маршрут проходит по следующим историческим и природным объектам: п. Инжавино; река Ворона; села левого берега реки Ворона (Ясачный Балыклей, Карай Салтыково, Карай Пущино); река Карай; лесное урочище «Ольховый куст»; с Кипец; озеро Кипец.
Протяжённость 40 км. Время прохождения составляет 4 часа. Передвижение осуществляется на автобусе заказчика. Маршрут используется сезонно с мая по октябрь.